# Campodea ottei
Campodea ottei är en urinsektsart som beskrevs av Allen 2002. Campodea ottei ingår i släktet Campodea och familjen Campodeidae. Inga underarter finns listade.